# 郭明月
郭明月（1986年3月7日—）出生于辽宁大连，中国足球运动员，司职后卫。

## 职业生涯

### 青年队
- 进入山东鲁能泰山青年队。

### 俱乐部
- 2007年与邓小飞、任永顺、李壮飞一同转会到武汉光谷。
- 2008年转会中甲球队江苏舜天，帮助球队获得中甲冠军顺利冲超。
- 2011年7月的球员二次转会中,从江苏舜天自由转会到乙级联赛球队重庆队。